# The 7th Saga
7th Saga är ett rollspel för SNES. Spelet släpptes 1993 i Japan under namnet Elnard, samt i USA under namnet 7th Saga.
Det sägs att spelet fick en ganska dålig översättning och att det av någon anledning gjordes mycket svårare än Elnard även om spelen för övrigt är samma. 7th Saga är känt som ett av de svåraste datorrollspelen till Super NES.

## Handling
Spelet handlar om att en Kung vid namn Lemele har samlat sju stycken äventyrare, för att leta reda på sju mystiska runor. Varje runa har sin speciella förmåga och ger stor styrka till den som äger den.
Kung Lemele har lovat att den som hittar alla sju runorna ska bli hans tronföljare.